# 줄리 월터스
줄리 월터스(영어: Dame Julie Walters, DBE, 1950년 2월 22일 ~ )는 잉글랜드의 배우이다.
로런스 올리비에상 여우주연상과 에미상 여우주연상 2회를 비롯해 BAFTA 영화상 2회 · 텔레비전상 4회 · 평생공로상(BAFTA Academy Fellowship Award, 2014), 골든 글로브상 1회 등의 수상경력이 있다.

## 출연 작품
- 맘마 미아!
- 비커밍 제인 - 오스틴 부인 역
- 패딩턴 2 - 버드 부인 역
- 필스: 더 메리 화이트하우스 스토리 - 메리 화이트하우스 역
- 모
- 빌리 엘리어트 - 샌드라 윌킨슨 선생님 역
- 노미오와 줄리엣 - 미스 몬태그 역 (목소리)
- 필름스타 인 리버풀 - 벨라 역
- 맘마미아! 2 - 로지 역
- 메리 포핀스 리턴즈 - 엘런 역
- 와일드 로즈 - 마리언 역
- 시크릿 가든 - 메들록 부인 역
- 해리 포터와 마법사의 돌 (영화)
- 해리 포터와 비밀의 방 (영화)
- 해리 포터와 아즈카반의 죄수 (영화)
- 해리 포터와 불의 잔 (영화)
- 해리 포터와 불사조 기사단 (영화)
- 해리 포터와 혼혈 왕자 (영화)
- 해리 포터와 죽음의 성물 1부 - 몰리 위즐리 역
- 해리 포터와 죽음의 성물 2부 - 몰리 위즐리 역

## 서훈
- 1999년 대영 제국 훈장 4등급(OBE)[1]
- 2008년 대영 제국 훈장 3등급(CBE)[2]
- 2017년 대영 제국 훈장 2등급(DBE, 작위급 훈장)[3]